# Лянъюань
Лянъюа́нь (кит. упр. 梁园, пиньинь Liángyuán, буквально: «Лянский сад») — район городского подчинения городского округа Шанцю провинции Хэнань (КНР).

## История
При империи Западная Хань император Вэнь-ди в 168 году до н. э. сделал своего сына Лю У Лянским князем (梁王), выделив ему удел со столицей в Суйяне. При следующем императоре во время восстания семи уделов лянский князь поддержал центральную власть, и поэтому стал пользоваться большими привилегиями — в частности, в северо-восточной части столицы он соорудил сад, по пышности соперничавший с императорским.
Во время гражданской войны эти места были заняты коммунистами в ноябре 1948 года. Коммунисты разместили здесь власти 1-го ЮйВаньСуского административного района (豫皖苏第一行政区). В марте 1949 года был образован Специальный район Шанцю (商丘专区), а в этих местах был создан город Шанцю уездного уровня. В мае 1950 года был создан другой город Шанцю (на основе урбанизированной части уезда Шанцю), а прежний город Шанцю был переименован в город Чжуцзи (朱集). В августе 1951 года города Шанцю и Чжуцзи были объединены в город Шанцю. В декабре 1958 года Специальный район Шанцю был присоединён к Специальному району Кайфэн (开封专区), но в декабре 1961 года был воссоздан. В 1968 году Специальный район Шанцю был переименован в Округ Шанцю (商丘地区).
В июне 1997 года были расформированы город Шанцю, уезд Шанцю и округ Шанцю, и был образован городской округ Шанцю; на территории бывшего города Шанцю был образован район Лянъюань городского округа Шанцю.

## Административное деление
Район делится на 8 уличных комитетов, 3 посёлка и 7 волостей.